# Волшебная таможенная будка
Волшебная таможенная будка — художественный, преимущественно анимационный фильм, основанный на сюжете одноимённой книги американского писателя Нортона Джастера образца 1961 года. Фильм производился студиями MGM Animation и Visual Arts, а в роли Майло, главного героя, был Бутч Патрик. Анимационных персонажей озвучивали Мэл Бланк, Доус Батлер, Ганс Конрид, Джун Форэй, Ларри Тор, Лэс Тремэйн и другие.
Премьера фильма состоялась 1 ноября 1970 года. Он стал последним фильмом подобного рода, выпущеным студией Metro-Goldwyn-Mayer. Нортон Джастер, автор книги, на которой основан сюжет фильма, не участвовал в создании фильма, и, более того, он его ненавидит.

## Сюжет
Во время телефонного разговора Майло, скучающий мальчик, не находящий себе места, замечает у себя в комнате странную коробку. При открытии коробки из неё появились таможенная будка и красный кабриолет. Голос из рупора, установленного на будке, пригласил Майло в некое путешествие в параллельный мир, требуя для начала выбрать на карте пункт назначения. Майло, решив, что день всё равно скучный, согласился, и выбрал Воздушный Замок, путь к которому пролегает через Словаренцию.
Проехав через будку, Майло превращается в мультяшку и оказывается в загадочном сюрреалистичном мире. Встретившись с первыми попавшимися обитателями этого мира, полицейским Буквоедом и странноватым Либотаком, Майло начинает понимать, что в этом мире действуют необычные законы, отчасти основанные на каламбурах. Направляясь в Словаренцию, Майло сбивается с пути и заезжает в пещеру Скукотища, в которой живут Летаргики — унылые существа, которые страдают от безделья и постоянно убивают время. Но оттуда его спасает Тактик — часовой пёс, у которого под шкурой спрятан будильник.
На пути в Словаренцию Майло и Тактик встречают доктора какофонии Дериухо. Он занимается тем, что производит неприятные звуки, оформленные, как лекарства. Майло также знакомится с Чудовищным Тарарамом — шумным ассистентом доктора Дериухо.
Приехав в Словаренцию, Майло удивляется, видя растущие на деревьях буквы, продающиеся на рынке слова и мастерские, в которых делают слова. На рынке слов Майло встречает двух новых персонажей — Ляпсуса и Пчелу-Наборщицу, которые постоянно враждуют. Вскоре их конфликт перерастает в драку, из-за которой рынок оказывается разрушен, а Майло оказывается арестован Буквоедом только потому, что на него упало слово «виновен».
Буквоед, который помимо полицейского выполняет ещё и функции судьи и тюремщика, приговаривает Майло и Тактика к шести миллионам годам заключения.
В тюрьме Майло и Тактик встречает Ведьму (её на самом деле зовут Ведь Не Такая Страшная). Она объясняет Майло, что в королевстве Разума давно уже враждуют два владыки — король Азбукиан Достословный, который считает, что слова важнее чисел, и Матемагик, который считает, что числа важнее слов. Два короля обратились за помощью к принцессам Рифмы и Мудрости для разрешения спора. Но принцессы им сказали, что слова и числа одинаково важны. Разгневанные владыки изгнали принцесс в Воздушный Замок.
Приходят министры короля Азбукиана и уводят Майло из тюрьмы к королю на банкет. На банкете король поёт о том, как важны слова. Майло уговаривает короля позволить ему вернуть принцесс Рифмы и Мудрости. Король даёт Майло в дорогу чудесный мешок со всеми словами на свете. В дорогу с Майло отправляется Ляпсус — его «подставила» Пчела-Наборщица.
Приехав в Числовению, Майло встречает Матемагика, который поёт о том, как важны числа и цифры. Его Майло тоже уговаривает позволить ему освободить принцесс Рифмы и Разума. В дорогу Матемагик даёт Майло волшебный жезл-карандаш, с помощью которого можно оперировать цифрами.
В пути Майло встречает дирижёра по имени Маэстро Гамма, который дирижирует закатом. Дирижёр просит Майло разбудить его завтра в 5:23 для рассвета. Ляпсус надоумил Майло дирижировать рассветом самостоятельно. Майло пробует и нечаянно ввергает небо в разноцветный хаос.
Путешествуя через Горы Невежества, Майло обезвреживает вредного Концеляриуса и обманывает Пошлого Примитива. Прибиваясь к Воздушному Замку, Майло сражается с демонами невежества. После того, как Майло победил несколько демонов, оставшиеся слились в одного крупного монстра. Сражаясь с этим монстром, Тактик получает тяжёлые травмы.
Добравшись наконец-таки до Воздушного Замка, Майло встречает принцесс Рифмы и Мудрости. После того, как Майло освобождает принцесс, они приводят мир в порядок. Король Азбукиан и Матемагик наконец-таки мирятся.
После того, как Майло возвращается из загадочного мира, таможенная будка снова складывается, и улетает в окно. Майло, думая, что провёл в загадочном мире несколько часов с удивлением узнаёт, что всё путешествие заняло всего лишь около пяти минут. Во время разговора со своим другом Ральфом Майло слышит, что Ральф тоже заметил, что в его комнате появилась некая огромная коробка.

## В ролях

### Не мультяшные
Бутч Патрик — Майло 

Джун Форэй — Ральф 

Майк Дэвис — друг 

Чак Джонс — пассажир трамвая

### Мультяшные
Мэл Бланк — Буквоед, Додекаэдр, Демоны невежества, Летаргики, продавец букв, министры

Доус Батлер — Либотак, Концеляриус, Пошлый Примитив, Студенистый Великан

Кэнди Кандидо — Чудовищный Тарарам

Ганс Конрид — король Азбукиан Достословный, Матемагик

Джун Форэй — Принцесса Высочайшей Мудрости, Ведь (Не Такая Страшная)

Патти Гилберт — Принцесса Сладчайшей Поэзии

Шэпард Менкен — Пчела-Наборщица, Великий Гамма

Клифф Нортон — Доктор какофонии Дериухо И. Горло, таможенник

Ларри Тор — Часовой пёс Тактик

Лэс Тремэйн — Ляпсус, Хозяин буквенной палатки

## Выпуск на видео
Фильм выпускался на видеокассетах формата VHS и Betamax а также на дисках CED и LaserDisc ещё в восьмидесятых. В 2011 году фильм был пересведён и выпущен на DVD под патронажем Warner Archive Collection.

## Отличия от книги-оригинала
В фильме отсутствуют некоторые персонажи, встречающиеся в книге, такие как Половинный Ребёнок, госпожа Звукозапись, Грубое Преувеличение и другие. Также отсутствует крупный элемент сюжета с Госпожой Звукозаписью и возвращением звуков, которые она отняла у народа.

## Восприятие
В кинотеатрах фильм не имел особого успеха. Но аггрегатор Тухлые Помидоры сообщает, что все восемь кинокритиков дали фильму положительные оценки, и общий рейтинг фильма составил 72 %. Журнал Time Out Paris заметил, что в фильме «слишком много уроков, но есть и очень хорошие идеи». TV Guide дал фильму три звезды из четырёх, и описал его как «очаровательный фильм, в котором сочетаются некоторые довольно сложные идеи […] и симпатичные персонажи, которые обязательно привлекут внимание ребенка».

## Ремейк
В феврале 2010 года Гэри Росс начал работу над ремейком фильма для студии Warner Bros, владеющей авторскими правами на оригинальный фильм. В августе 2016 года работа перешла к студии TriStar Pictures и сценаристу Михаилу Вукадиновичу.
В 2017 году было объявлено, что режиссёром нового фильма станет Матт Шакман.